# Nadeschda Petrowna Dyrenkowa
Nadeschda Petrowna Dyrenkowa (russisch Надежда Петровна Дыренкова; * 31. Maijul. / 12. Juni 1899greg. im Dorf Sosninka, Ujesd Nowgorod; † 28. Oktober 1941 in Leningrad) war eine russische Ethnographin, Turkologin, Linguistin und Hochschullehrerin.

## Leben
Dyrenkowas Vater war der bedeutende Holzwirtschaftsunternehmer Pjotr Fjodorowitsch Dyrenkow, der einige Häuser in St. Petersburg besaß. Er starb 1910, so dass die Mutter Marija Petrowna nun ihre drei Kinder alleine aufzog und ihnen eine hervorragende häusliche Bildung verschaffte. Nadeschda Dyrenkowa besuchte dann das Gymnasium in Petrograd mit Abschluss 1916. Sogleich begann sie zu arbeiten, um ihre Familie zu entlasten. Nach der Oktoberrevolution wurde sie 1918 Lehrerin in Luga an einer Arbeitergrundschule. 1920 wurde sie an das Petrograder Pädagogische Institut geschickt, von dem sie an die ethnographische Fakultät des Geographischen Instituts (jetzt Fakultät der Universität St. Petersburg) wechselte. Nach dem ersten Abschluss 1925 studierte sie weiter Ethnographie bei Lew Jakowlewitsch Sternberg und Wladimir Germanowitsch Bogoras und die Sprachen der Turkvölker Sibiriens bei Alexander Nikolajewitsch Samoilowitsch und Sergei Jefimowitsch Malow. Stark beeinflusst wurde sie von Franz Boas.
Nach der Promotion zur Kandidatin der Ethnographie 1935 wurde Dyrenkowa Dozentin in der ethnographischen Abteilung der Universität Leningrad. Dazu war sie Seniormitarbeiterin der Kunstkammer, die das Museum für Anthropologie und Ethnographie geworden war. Sie verfasste Grammatiken der Sprachen der Turkvölker Sibiriens (Schoren, Chakassen, Oiroten). Auch veröffentlichte sie Fachaufsätze über den Schamanismus, die traditionelle Weltanschauung und die soziale Organisation der Völker des Altai sowie 1941 einen ersten Band folkloristischer Texte der Schoren.
Dyrenkowa starb nach Beginn der Leningrader Blockade an ihrem Arbeitstisch.
Nikolaus Poppe zählte in seinem Werk über die altaische Sprachfamilie Dyrenkowa zu den weltweit führenden Turkologen.